# Gran Premi d'Àustria del 1973
Resultats del Gran Premi d'Àustria de Fórmula 1 de la temporada 1973, disputat al circuit de Österreichring el 19 d'agost del 1973.

## Resultats
| Pos | No | Pilot                | Equip               | Voltes | Temps/ Retirada          | Pos. de sortida | Punts |
| --- | -- | -------------------- | ------------------- | ------ | ------------------------ | --------------- | ----- |
| 1   | 2  | Ronnie Peterson      | Lotus - Ford        | 54     | 1h 28' 49. 2             | 2               | 9     |
| 2   | 5  | Jackie Stewart       | Tyrrell - Ford      | 54     | + 9.01 s                 | 7               | 6     |
| 3   | 24 | Carlos Pace          | Surtees - Ford      | 54     | + 46.64 s                | 8               | 4     |
| 4   | 10 | Carlos Reutemann     | Brabham - Ford      | 54     | + 47.91 s                | 5               | 3     |
| 5   | 20 | Jean Pierre Beltoise | BRM                 | 54     | + 1' 21.30 min.          | 13              | 2     |
| 6   | 19 | Clay Regazzoni       | BRM                 | 54     | + 1' 38.40 min.          | 14              | 1     |
| 7   | 4  | Arturo Merzario      | Ferrari             | 53     | + 1 Volta                | 6               |       |
| 8   | 7  | Denny Hulme          | McLaren - Ford      | 53     | + 1 Volta                | 3               |       |
| 9   | 26 | Gijs Van Lennep      | Iso Marlboro - Ford | 52     | + 2 Voltes               | 23              |       |
| 10  | 23 | Mike Hailwood        | Surtees - Ford      | 49     | + 5 Voltes               | 15              |       |
| Ret | 1  | Emerson Fittipaldi   | Lotus - Ford        | 48     | Prob. amb el combustible | 1               |       |
| NC  | 25 | Howden Ganley        | Iso Marlboro - Ford | 44     | No classificat           | 21              |       |
| Ret | 18 | Jean Pierre Jarier   | March - Ford        | 37     | Motor                    | 12              |       |
| Ret | 28 | Rikky von Opel       | Ensign - Ford       | 34     | Prob. amb el combustible | 19              |       |
| Ret | 11 | Wilson Fittipaldi    | Brabham - Ford      | 31     | Prob. amb el combustible | 16              |       |
| Ret | 12 | Graham Hill          | Shadow - Ford       | 28     | Suspensions              | 22              |       |
| Ret | 16 | George Follmer       | Shadow - Ford       | 23     | Diferencial              | 20              |       |
| Ret | 9  | Rolf Stommelen       | Brabham - Ford      | 21     | Rodes                    | 17              |       |
| Ret | 17 | Jackie Oliver        | Shadow - Ford       | 9      | Prob. amb el combustible | 18              |       |
| Ret | 6  | François Cevert      | Tyrrell - Ford      | 6      | Suspensions              | 10              |       |
| Ret | 27 | James Hunt           | March - Ford        | 3      | Injecció                 | 9               |       |
| Ret | 8  | Peter Revson         | McLaren - Ford      | 0      | Embragatge               | 4               |       |
| Ret | 15 | Mike Beuttler        | March - Ford        | 0      | Col·lisió                | 11              |       |

## Altres
- Pole: Emerson Fittipaldi 1' 34. 98

- Volta ràpida: Carlos Pace 1' 37. 29 (a la volta 46)